# Марко Аретуски
Преподобни Марко Аретуски је хришћански светац који је био епископ Аретусијски у Сирији. Приписује му се да је ширио хришћанство кроз проповедање и борио се против приношења жртава идолима.

## Житије
O Марковом страдању су писали св. Григорије Богослов и блажени Теодорит. Према њиховим извештајима, Марко је, у време цара Константина, разорио неки „незнабожачки“ храм и многе следбенике из Аретусије превео у хришћанство. Међутим, када је цар Јулијан ступио на престо, одустао је од хришћанске вере, као и неки његови следбеници. Они су захтевали да им Марко надокнади штету коју је причинио рушењем храма, али је он то одбио. Иако је био сасвим стар човек, бацили су га на муке; шибали су га и понижавали, секли уши и мазали га медом како би га инсекти уједали. У намери да ипак победе старца који је, према предању, без јаука подносио све муке, његови мучитељи су тражили симболичну суму коју је он могао да приушти. Ипак, Марко није желео ни на то да пристане. То је изазвало њихово дивљење, па су толико спустили суму, да је штета процењена у бесцење. Међутим, и поред тога, Марко није попустио и према предању, задивљени грађани су га пустили на слободу, па су се чак повели за његовим примером и поново прихватили хришћанство.

## Празник
Српска православна црква слави га 29. марта по црквеном, а 11. априла по грегоријанском календару.